# Sobralia granitica
Sobralia granitica är en orkidéart som beskrevs av Gustavo Adolfo Romero och Germán Carnevali. Sobralia granitica ingår i släktet Sobralia och familjen orkidéer. Inga underarter finns listade i Catalogue of Life.